# (4836) Медон
(4836) Медон (лат. Medon, др.-греч. Μέδων) — типичный троянский астероид Юпитера, движущийся в точке Лагранжа L4, в 60° впереди планеты. Астероид был открыт 2 февраля 1989 года американским астрономом Кэролин Шумейкер в Паломарской обсерватории и назван в честь одного из героев Троянской войны.

Орбита астероида Медон и его положение в Солнечной системе
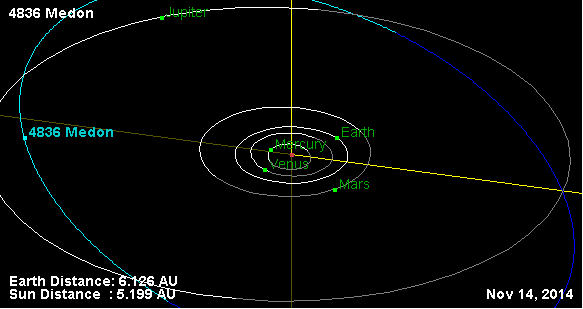
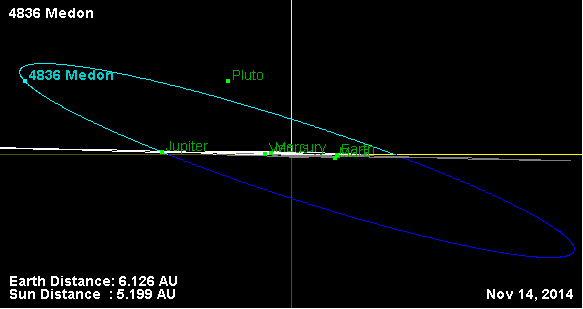

Фотометрические наблюдения, проведённые в 1991 году, позволили получить кривые блеска этого тела, из которых следовало, что период вращения астероида вокруг своей оси равняется 9,838 ± 0,008 часам, с изменением блеска по мере вращения 0,24 ± 0,02 m.